# Alévadas

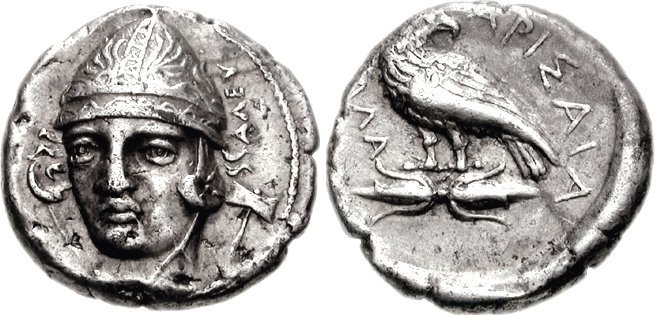
Moneda de Tesalia, con la efigie de Alevas en una cara y un águila en la otra (ca. 370-360 a. C.)

La dinastía de los Alévadas (en griego antiguo: Ἀλευάδαι) fue una familia noble de Tesalia de origen mítico, que toma el nombre de su supuesto ancestro Alevas, y que rigió la ciudad de Larisa y otras partes de Tesalia. 
Los miembros de la dinastía llevaban el título de tagos (equivalente a estratego). El primer tagos mencionado es Hipos, descendiente de Alevas.
Muy pronto la familia aparece dividida en dos ramas: Los Alevadas o Alévadas y los Escópadas (del ancestro Escopas, probablemente un hijo de Alevas). Los Escópadas dominaban Cranón y seguramente Farsalo, y la rama principal Larisa, pero además de estas ciudades extendían su influencia a casi toda Tesalia.
El primer personaje histórico es Euríloco, que acabó la guerra de Cirra en 590 a. C. Más tarde se encuentra a Alevas II, que se dice que era hijo de Equecrátidas y Siris. Sus tres hijos vivían cuando Jerjes I invadió Grecia; se llamaban Tórax, Eurípilo y Trasidemo, y enviaron embajadores al rey persa al que se aliaron. Después de la guerra, Leotíquidas II fue enviado a Tesalia a castigar a los príncipes, pero fue sobornado por los alévadas y no conquistó el país como se le había encomendado. Eso consolidó el poder de la dinastía. 
Hacia el 460 a. C., Orestes, hijo de Eucrátidas, llegó a Atenas como fugitivo, expulsado por una facción de su familia, y convenció a los atenienses para que lo restauraran como Tagos. 
Al final de la guerra del Peloponeso, otra familia, los dinastas de Feras, aumentaron su poder. En 375 a. C. Jasón de Feras se proclamó Tagos de Tesalia. Los alévadas de Larisa conspiraron contra el nuevo poder e invitaron al país a Alejandro II de Macedonia, hijo de Amintas III de Macedonia, que entró en Larisa y Cranón, pero se las quedó. Pronto, Pelópidas, restauró el antiguo statu quo, pero los dinastas de Feres recobraron su poder y los Alévadas pidieron otra vez apoyo a Macedonia. Filipo II de Macedonia derrotó a los tiranos de Feras y restableció la libertad de las ciudades, haciendo de los Alévadas sus clientes, amigos y aliados. Filipo acabó incorporando Tesalia como provincia.
La familia fue perdiendo poder y cayó en la insignificancia. El último alévada es Tórax, un amigo de Antígono I Monoftalmos.